# Uwe Gensheimer
Uwe Gensheimer, né le 26 octobre 1986 à Mannheim, est un joueur de handball international allemand, évoluant au poste d'ailier gauche. Après avoir évolué pendant 13 saisons avec le club du Rhein-Neckar Löwen et refusé les offres notamment du THW Kiel et du FC Barcelone, il se laisse séduire par le projet du Paris Saint-Germain avec lequel il signe un contrat de trois ans à compter de l'intersaison 2016.
Comme il l'avait promis aux supporteurs des Rhein-Neckar Löwen lors de son départ en 2016, il retrouve en 2019 le club qui lui a permis d'éclore et d'ouvrir son palmarès.
Il connait sa première sélection en équipe nationale Allemande le 25 novembre 2005 contre la Slovénie. S'il est absent sur blessure lors de la victoire surprise au Championnat d'Europe 2016, il est un des artisans de la médaille de bronze remportée aux Jeux olympiques de Rio en 2016. Lors du Championnat du monde 2019 co-organisé à domicile, il termine à la 4e place à la fois au classement général et au classement des meilleurs buteurs. Il totalise alors 204 sélections pour 921 buts marqués.

## Palmarès

### Clubs
Compétitions internationales
- Vainqueur de la Coupe de l'EHF (1) : 2013
- Finaliste de la Coupe des Coupes en 2008
- Finaliste de la Ligue des champions en 2017
  - Demi-finaliste en 2009, 2011, 2018
- Finaliste de la Coupe du monde des clubs en 2016

Compétitions nationales
- Vainqueur du Championnat d'Allemagne  (1) : 2016
  - Deuxième en 2014, 2015
- Finaliste de la Coupe d'Allemagne en 2006, 2007 et 2010
- Vainqueur du Championnat de France (3) : 2017, 2018, 2019
- Vainqueur de la Coupe de la Ligue française (3) : 2017, 2018, 2019
- Vainqueur de la Coupe de France (1) : 2018
- Vainqueur du Trophée des champions (1) : 2016-17

### Sélections nationale
Jeux olympiques
- Médaille de bronze aux Jeux olympiques 2016,  Brésil

Championnats du monde
- 11e place au Championnat du monde 2011,  Suède
- 7e place au Championnat du monde 2015,  Qatar
- 9e place au Championnat du monde 2017,  France
- 4e place au Championnat du monde 2019,  Danemark et  Allemagne

Championnats d'Europe
- 10e place au Championnat d'Europe 2010,  Autriche
- 7e place au Championnat d'Europe 2012,  Serbie
- 9e place au Championnat d'Europe 2018,  Croatie

Compétitions junior
- Médaille d'or au Championnat d'Europe junior en 2006
- Médaille d'argent au Championnat du monde junior en 2007
- 4e place au Championnat du monde junior en 2005

### Distinctions personnelles
Meilleur joueur
- Élu meilleur joueur de l'année en Allemagne en 2011, 2012, 2013, 2014
- Élu meilleur joueur de la saison en championnat d'Allemagne de la saison 2010-2011[8]
- Élu meilleur ailier gauche du Championnat d'Europe Junior 2006
- Élu meilleur espoir (Rookie) du Championnat d'Allemagne en 2006[9]
- Élu meilleur joueur (MVP) au Championnat du monde Junior 2007
- Élu meilleur ailier gauche du championnat de France en 2017 et 2019

Meilleur buteur
- Meilleur buteur du Championnat d'Europe Jeunes 2004
- Meilleur buteur de la Ligue des Champions (3) : 2011 avec 118 buts[10], 2017 avec 115 buts, 2018 avec 92 buts
- Meilleur buteur du championnat d'Allemagne en 2012 avec 247 buts[11]

- Meilleur buteur du championnat de France en 2017 avec 167 buts

## Statistiques en championnat
| Saison                   | Club                     | Championnat              | Matchs | Buts  | Buts       | Buts   |
| Saison                   | Club                     | Championnat              | Matchs | Total | Jets de 7m | Champs |
| ------------------------ | ------------------------ | ------------------------ | ------ | ----- | ---------- | ------ |
| 2003-2004                | Rhein-Neckar Löwen       | Bundesliga               | 4      | 7     | 2          | 5      |
| 2004-2005                | Rhein-Neckar Löwen       | 2e division (Sud)        | 31     | 189   | 52         | 137    |
| 2005-2006                | Rhein-Neckar Löwen       | Bundesliga               | 30     | 168   | 58         | 110    |
| 2006-2007                | Rhein-Neckar Löwen       | Bundesliga               | 32     | 128   | 11         | 117    |
| 2007-2008                | Rhein-Neckar Löwen       | Bundesliga               | 32     | 128   | 0          | 128    |
| 2008-2009                | Rhein-Neckar Löwen       | Bundesliga               | 30     | 133   | 3          | 130    |
| 2009-2010                | Rhein-Neckar Löwen       | Bundesliga               | 34     | 215   | 98         | 117    |
| 2010-2011                | Rhein-Neckar Löwen       | Bundesliga               | 34     | 214   | 81         | 133    |
| 2011-2012                | Rhein-Neckar Löwen       | Bundesliga               | 33     | 247*  | 84         | 163    |
| 2012-2013                | Rhein-Neckar Löwen       | Bundesliga               | 16     | 105   | 37         | 68     |
| 2013-2014                | Rhein-Neckar Löwen       | Bundesliga               | 32     | 209   | 75         | 134    |
| 2014-2015                | Rhein-Neckar Löwen       | Bundesliga               | 36     | 215   | 89         | 126    |
| 2015-2016                | Rhein-Neckar Löwen       | Bundesliga               | 30     | 203   | 90         | 113    |
| Total Rhein-Neckar Löwen | Total Rhein-Neckar Löwen | Total Rhein-Neckar Löwen | 374    | 2161  | 680        | 1481   |
| 2016-2017                | Paris Saint-Germain      | Star Ligue               | 24     | 167*  | 55         | 112    |

- * Meilleur buteur de la saison[11]

## Galerie

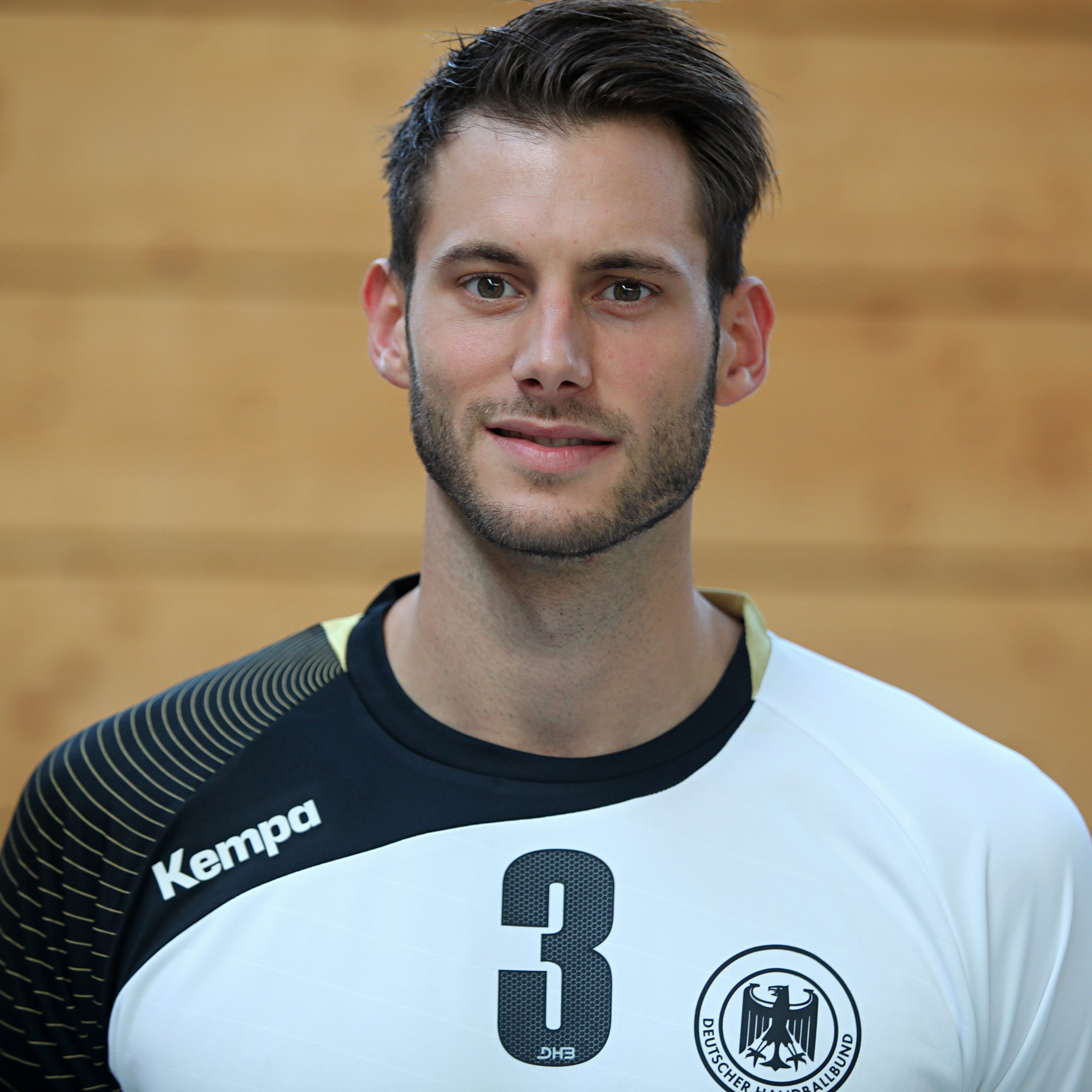
Avec l'équipe d'allemagne
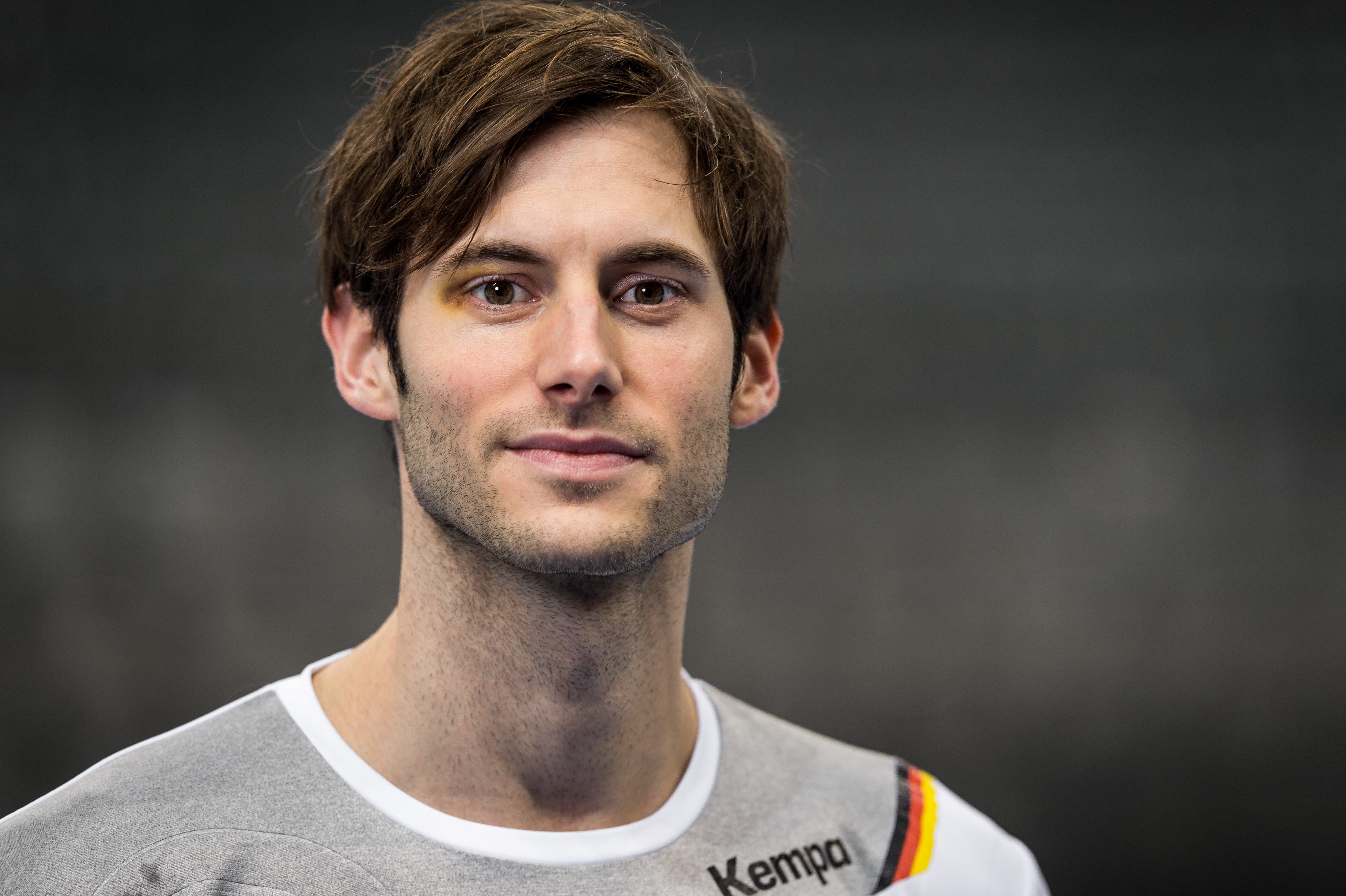
...
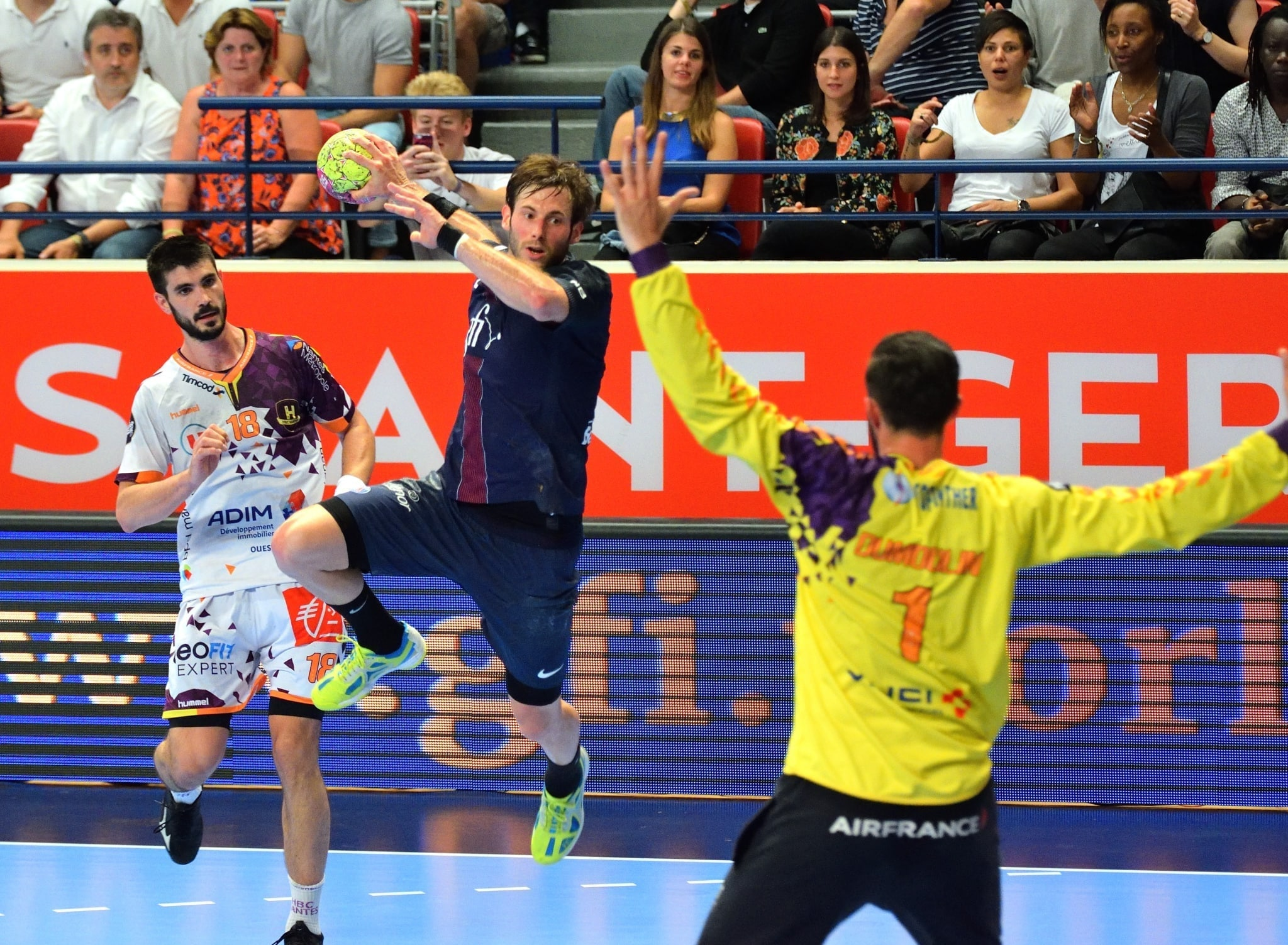
Avec le Paris Saint-Germain
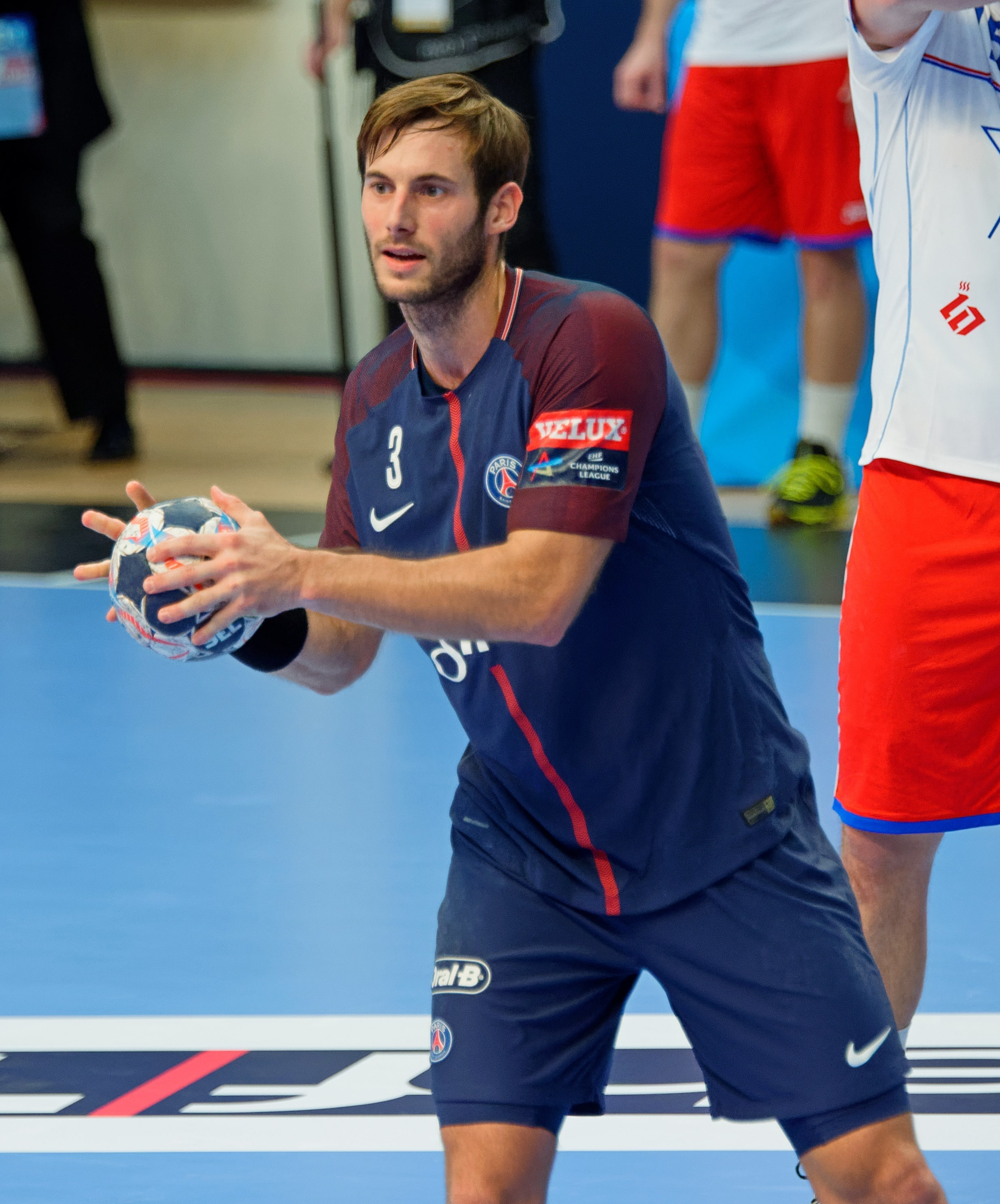
...
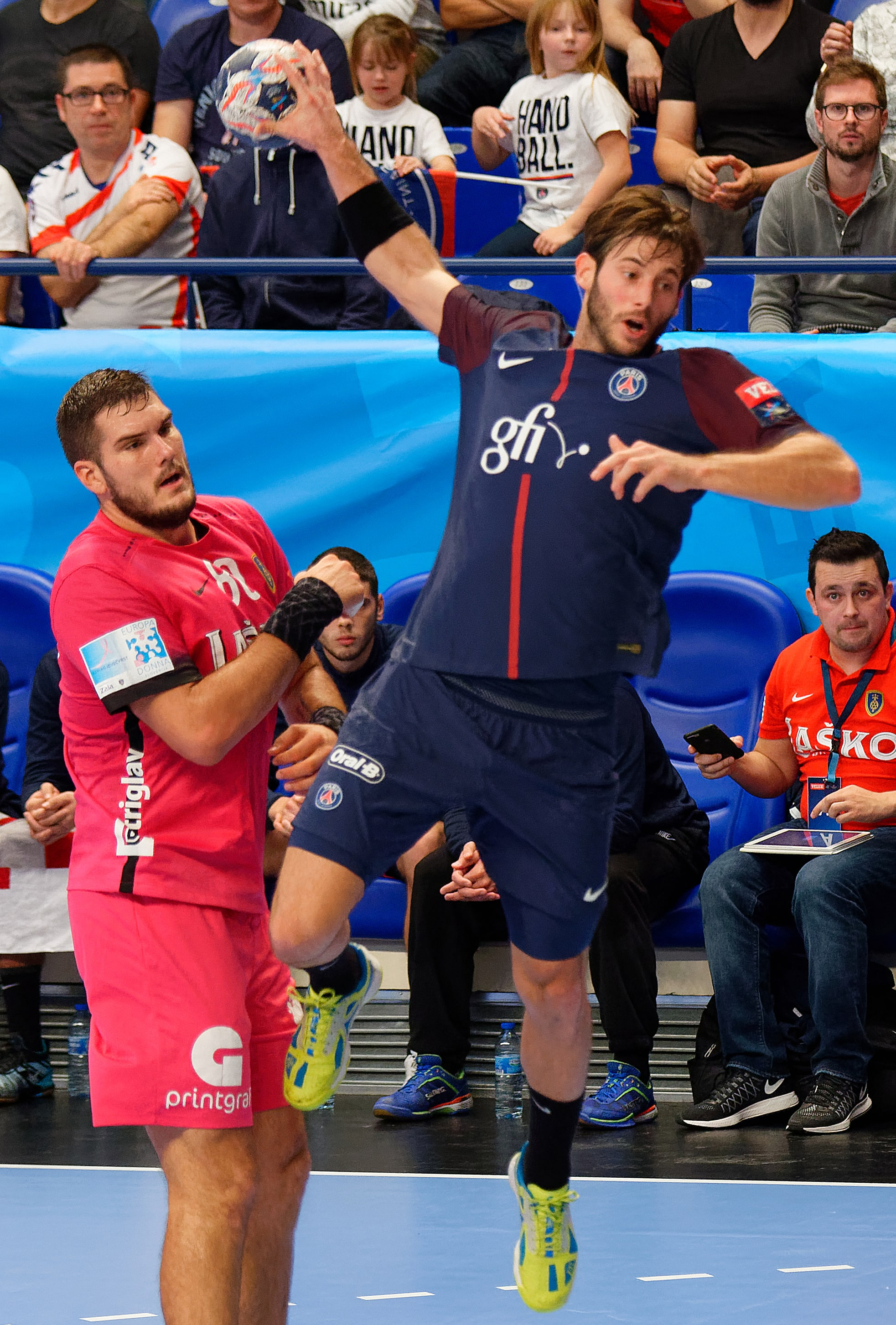
...